# Национальная центральная библиотека Рима
Национальная центральная библиотека Рима (итал. Biblioteca Nazionale Centrale di Roma, BNCR) — одна из двух национальных библиотек Италии. Известна также как Библиотека Виктора Эммануила II (не путать с Библиотекой Виктора Эммануила III в Неаполе).

## История
После объединения Италии и присоединения к ней Рима в 1870 году учёный и политик Руджеро Бонги занялся созданием в Риме национальной библиотеки. В 1873 году был издан указ о закрытии римских монастырей, благодаря чему их библиотеки перешли к государству. Книги из 69 библиотек были перенесены в здание бывшего иезуитского Колледжо Романо. Из-за недостаточных ресурсов каталогизация шла медленно и к 1876 году 250 тысяч книг оставались некаталогизированными.
В 1917 году в библиотеке была проведена большая выставка, посвящённая объединению Италии. Из-за принятия законов о хранении в библиотеке обязательного экземпляра (в дополнение к обязательному экземпляру в Национальной центральной библиотеке Флоренции) каждой книги в ней стало недостаточно места, и в 1975 году было открыто новое здание, с хранилищем на 6 миллионов томов и с читальным залом на 1188 человек.

## Собрание
Является одной из крупнейших универсальных библиотек Италии. В её фондах хранится более 7 млн книг, 2000 инкунабул, 25 000 палеотипов, 10 000 эстампов, 20 000 карт, 1 342 154 брошюр.